# St. Georg (Calenberge)

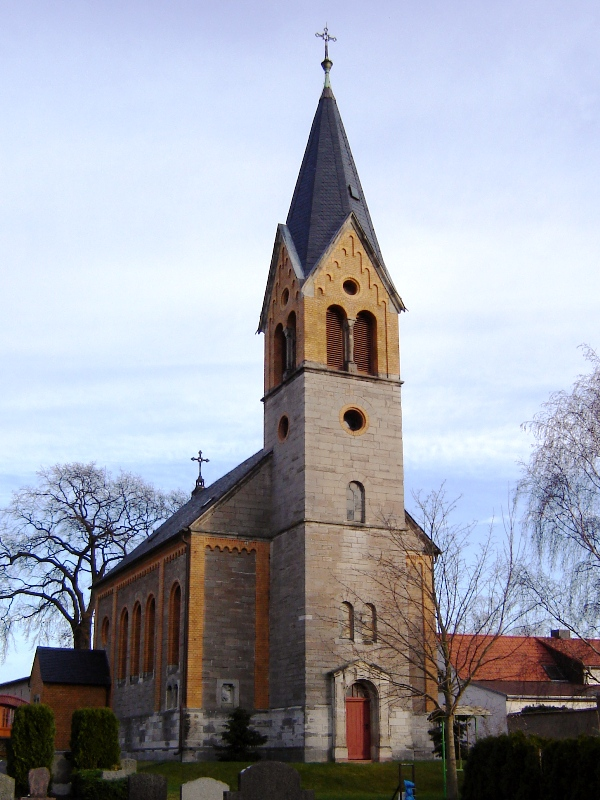
St. Georg (Randau-Calenberge)

Die evangelische St.-Georg-Kirche steht im Zentrum des zum Magdeburger Stadtteil Randau-Calenberge gehörenden Ortes Calenberge. Der heilige Georg ist unter anderem der Schutzpatron der Bauern.
Das heutige Kirchengebäude wurde in den Jahren 1880 bis 1882 im neoromanischen Baustil anstelle eines Vorgängerbaues errichtet. Aus der alten Kirche wurden nur die 1708 gegossene Bronzeglocke und eine stark verwitterte figürliche Grabplatte für den Schulzen Simon Wilde aus dem 17. Jahrhundert übernommen. Die neu erbaute Kirche besteht aus einem saalförmigen Kirchenschiff, dem im Osten eine halbrunde Apsis und im Westen ein mit einem spitzen Faltdach versehener, 32 Meter hoher Turm mit quadratischem Grundriss angefügt sind. Alle Gebäudeteile wurden aus Sandstein errichtet und mit gelben Klinkern verziert, die Dächer sind mit Schiefer gedeckt. Während das Kirchenschiff im Innern auf einer Konsole eine Flachdecke trägt, ist die Apsis mit einem Kreuzrippengewölbe versehen. Die Westempore, die Kanzel und das Gestühl sind immer noch Teile der ursprünglichen Ausstattung, der Taufstein trägt die Jahreszahl 1888. Aus dem Jahre 1910 stammt ein mehrarmiger Kronleuchter in den Formen des späten Jugendstils. Ab Juli 1941 übernahm der Westerhüsener Pfarrer Albert Hosenthien vertretungsweise auch die Gemeinde in Calenberge.
Als 1999 Restaurierungsarbeiten an der Kirche vorgenommen wurden, erhielt das Innere wieder seine ursprüngliche – zuvor übertünchte – Ausmalung zurück.